# Tongue Peak
Der Tongue Peak (englisch für Zungenspitze) ist ein 2450 m hoher Berg im westantarktischen Marie-Byrd-Land. Im Königin-Maud-Gebirge ragt er 5 km westnordwestlich des Mount Farley zwischen dem Holdsworth- und dem Scott-Gletscher auf.
Der United States Geological Survey kartierte ihn anhand eigener Vermessungen und Luftaufnahmen der United States Navy aus den Jahren von 1960 bis 1964. Eine Mannschaft der Arizona State University untersuchte ihn geologisch zwischen 1978 und 1979. Scott G. Borg, der an diesen Untersuchungen beteiligt war, benannte ihn. Namensgebend ist eine zungenförmige Moräne in einem Bergkessel zwischen dem West- und Nordgrat dieses Bergs.